# Pogrzeb Józefa Piłsudskiego

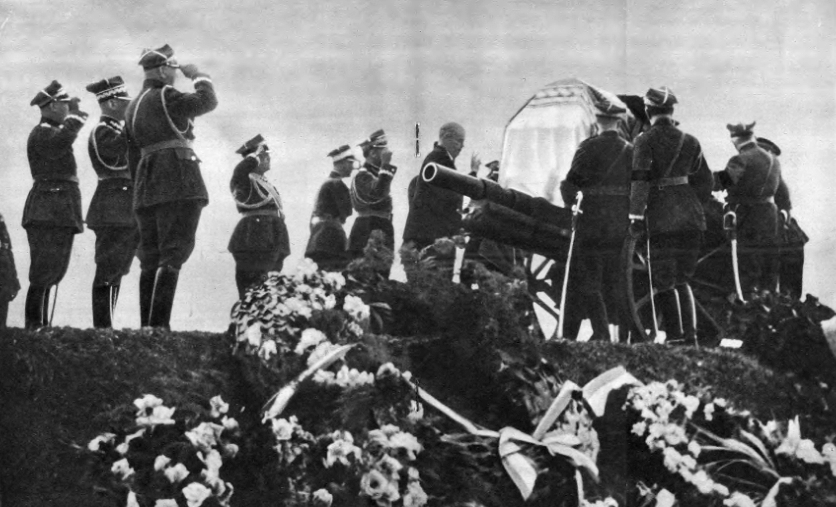
Trumna z ciałem Piłsudskiego na lawecie żałobnej na Polu Mokotowskim w Warszawie

Pogrzeb Józefa Piłsudskiego – uroczysty pogrzeb Józefa Piłsudskiego, który odbył się w dniach 13–18 maja 1935; ciało zmarłego przewieziono koleją z Warszawy do Krakowa, gdzie złożono je w krypcie św. Leonarda na Wawelu.
Uroczystości te były ogromną manifestacją kultu Piłsudskiego, spotęgowanego jeszcze po jego śmierci. Ocenia się, że pogrzeb Piłsudskiego był prawdopodobnie największą tego typu uroczystością, jaka kiedykolwiek odbyła się w Polsce.

## Śmierć

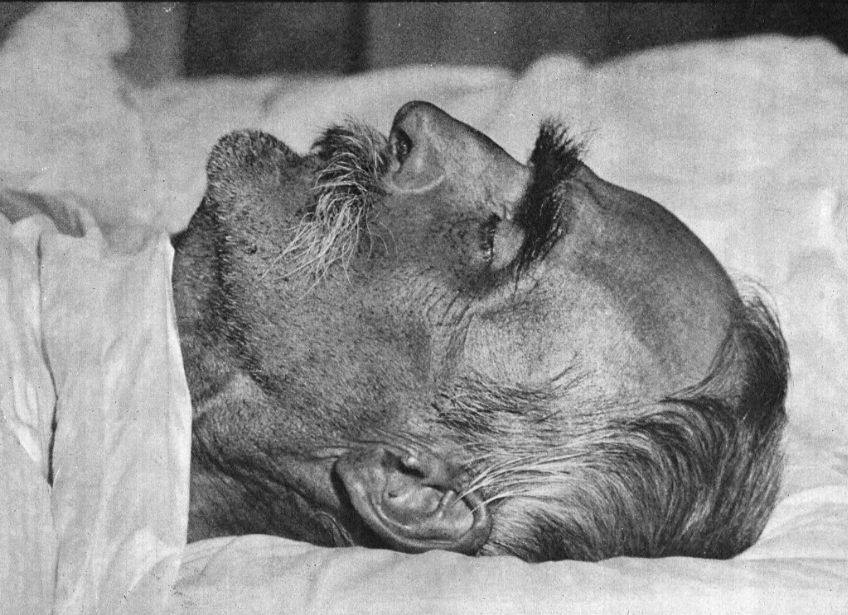
Ciało Józefa Piłsudskiego tuż po śmierci

Informację o złym stanie zdrowia Józefa Piłsudskiego podano oficjalnie po uroczystościach Święta Niepodległości 11 listopada 1934. Podczas uroczystości doszło do zasłabnięcia marszałka. W związku z tym skrócono część oficjalną. Konsylium lekarskie postanowiło sprowadzić do Polski z Wiednia prof. Karela Wenckebacha. Przyleciał on do Warszawy wiosną 1935 (samolotem pilotowanym przez Jerzego Bajana). Stwierdził chorobę nowotworową i nie pozostawił złudzeń, iż Józefowi Piłsudskiemu pozostało jedynie kilka tygodni życia. Poza prof. Wenckebachem opiekę lekarską nad marszałkiem sprawowali polscy lekarze: dr Antoni Stefanowski, gen. dr Stanisław Rouppert (kierownik), ppłk dr Stefan Mozołowski, mjr dr Henryk Cianciara i mjr dr Felicjan Tukanowicz.
11 maja 1935 Józef Piłsudski doznał krwotoku żołądkowego, który osłabił serce. Zmarł na raka wątroby (są materiały mówiące o raku żołądka z przerzutem do wątroby) w Belwederze 12 maja 1935 (w 9. rocznicę zamachu stanu), o godzinie 20.45. W dniu śmierci był przy Józefie Piłsudskim ksiądz Władysław Korniłowicz, który udzielił umierającemu ostatniego namaszczenia. Akt zgonu sporządził płk. S. Mozołowski.
Niezwłocznie po śmierci marszałka, 13 maja 1935 zostały wyjęte z ciała mózg i serce. Dokonali tego lekarze mjr dr Wiktor Kaliciński i dr Józef Laskowski, którzy wykonali sekcję zwłok marszałka i pracowali nad jego konserwacją i balsamowaniem (mumifikacją). Mózg był potem badany przez naukowców w Wilnie oraz wydano w ograniczonym nakładzie atlas jego zdjęć. 17 maja została odprawiona msza żałobna, celebrowana przez kardynała Aleksandra Kakowskiego.

## Żałoba w Polsce po śmierci Józefa Piłsudskiego
Na wiadomość o śmierci marszałka Piłsudskiego prezydent RP Ignacy Mościcki wydał Orędzie do Narodu. Tuż przed 1 w nocy dn. 13 maja udał się do Belwederu, by oddać cześć zmarłemu marszałkowi.
Rada Ministrów zebrana 12 maja w Warszawie pod przewodnictwem premiera Walerego Sławka ogłosiła żałobę narodową i udała się do Belwederu, by również złożyć hołd zmarłemu.
Wiadomość o śmierci Józefa Piłsudskiego wywołała w Polsce olbrzymie wrażenie. Na gmachach publicznych i prywatnych wywieszono flagi państwowe przyozdobione czarnym żałobnym kirem i czarne flagi żałobne. W nocy restauracje i lokale przerwały koncerty i inne imprezy.
Generał Tadeusz Kasprzycki powołany 12 maja ministrem spraw wojskowych wydał rozkaz do wojska: Marszałek Polski Józef Piłsudski po dłuższej chorobie zakończył życie. W imię sprawy, którą nam pozostawił zmarły Wódz Naczelny cios, co uderzy w Naród i Armię, w niczem nie może osłabić wartości i wysiłku służby żołnierskiej... W rozkazie tym zarządził również żałobę w wojsku: flagi miały zostać opuszczone do połowy masztu, chorągwie i sztandary oznaczone czarnymi, żałobnymi kokardami, zaś oficerowie i podoficerowie zawodowi mieli założyć czarne opaski.
W Warszawie przed Belwederem, w którym została wystawiona księga kondolencyjna, gromadziły się tłumy ludzi chcących się wpisać do księgi. W całym kraju odbywały się żałobne manifestacje z udziałem dużej liczby zgromadzonych.

W 1935 śmierć marszałka Józefa Piłsudskiego, największego bohatera narodowego, wywołała smutek w całym kraju. W miastach w całej Polsce odbywały się procesje żałobne, a Kolbuszowa nie stanowiła wyjątku. Niezwykłe było jednak szczególne zaproszenie wystosowane przez miasto do gminy żydowskiej, by przyłączyła się do pożegnania Piłsudskiego. W procesji uczestniczyli uczniowie szkół żydowskich [...] z dziesiątkami ortodoksyjnych Żydów [...]. Co dziwne, wszyscy zdjęli z głów kapelusze w geście szacunku. Było to jedyne jakie pamiętam, wydarzenie, gdy Żydzi i Polacy uczestniczyli jak równorzędni partnerzy w wydarzeniu o znaczeniu narodowym.

Bojkot
Mimo powszechnego nastroju żałobnego w Polsce, niektóre środowiska zbojkotowały żałobę – wbrew wyraźnemu życzeniu władz, które w takich wypadkach stosowały represje.
- Biskup kielecki Augustyn Łosiński nie wywiesił flag żałobnych, a tylko flagi państwowe bez oznak żałoby, a także odmówił żądaniu władz bicia w dzwony kościelne. Wówczas członkowie Związku Legionistów i innych organizacji prorządowych weszli samowolnie na dzwonnicę katedry i zaczęli bić w dzwony. Biskup wysłał ludzi, którzy usiłowali temu przeszkodzić, ale bezskutecznie, po czym doszło do zamieszek – podburzony tłum usiłował wedrzeć się do rezydencji biskupa, co zostało udaremnione dzięki interwencji policji.

- Gazeta Warszawska – organ Narodowej Demokracji zamieściła informacje o śmierci marszałka Piłsudskiego jako zwykłą informację wśród wielu innych depesz i nie wydrukowała orędzia prezydenta Mościckiego. W odpowiedzi na to Zarząd Polskiego Związku Wydawców Dzienników i Czasopism 14 maja 1935 wykreślił „GW” z listy członków Związku. Tego samego dnia władze skonfiskowały numer gazety[14].

## Reakcje międzynarodowe na śmierć Józefa Piłsudskiego
| Państwo                    | Reakcja |
| -------------------------- | --- |
| Abisynia                   | Cesarz Haile Selassie I nadesłał kondolencje na ręce Prezydenta RP Ignacego Mościckiego |
| Argentyna                  | Prezydent Agustín Pedro Justo nadesłał kondolencje na ręce Prezydenta RP Ignacego Mościckiego |
| Austria                    | Prezydent Wilhelm Miklas nadesłał kondolencje na ręce Prezydenta RP Ignacego Mościckiego |
| Brazylia                   | Prezydent Getúlio Vargas nadesłał kondolencje na ręce Prezydenta RP Ignacego Mościckiego |
| Bułgaria                   | Car Borys III nadesłał kondolencje na ręce Prezydenta RP Ignacego Mościckiego: „Zasmucony wiadomością o śmierci sławnego marszałka Piłsudskiego wyrażam Panu Prezydentowi, jak również i narodowi polskiemu, moje pełne wzruszenia kondolencje i zapewniam o jak najżywszym udziale Bułgarii w żałobie, która dotknęła Polskę”. |
| Czechosłowacja             | Radio czechosłowackie podało wiadomość o śmierci J. Piłsudskiego, po czym nadało Marsz żałobny F. Chopina i przerwało audycje. Prezydent Tomasz Masaryk nadesłał kondolencje na ręce Prezydenta RP: „Boleśnie zaskoczony zgonem Marszałka Piłsudskiego przyłączam się do żałoby jaka dotknęła Polskę”. |
| Estonia                    | Prezydent Konstantin Päts nadesłał kondolencje na ręce Prezydenta RP oraz wdowy po Marszałku. |
| Finlandia                  | Prezydent Pehr Evind Svinhufvud nadesłał kondolencje na ręce Prezydenta RP Ignacego Mościckiego. |
| Francja                    | Prezydent Albert Lebrun nadesłał kondolencje na ręce Prezydenta RP Ignacego Mościckiego. |
| Wolne Miasto Gdańsk        | Prezydent Senatu Arthur Greiser nadesłał kondolencje na ręce Prezydenta RP Ignacego Mościckiego: Głęboko wstrząśnięty wiadomością o nagłej śmierci Marszałka Piłsudskiego, wyrażam Panu Panie prezydencie oraz polskiemu rządowi zarówno w imieniu rządu gdańskiego, jak i osobiście, moje najszczersze współczucie. Również Gdańsk bierze udział w żałobie z powodu zgonu tego wielkiego męża stanu, który stale gorąco występował za dobrą współpraca między Gdańskiem i Polską. |
| Hiszpania                  | Prezydent Niceto Alcalá-Zamora nadesłał kondolencje na ręce Prezydenta RP: Z głębokim smutkiem dowiaduje się o zgonie nieodżałowanego Marszałka Piłsudskiego i proszę Waszą Ekscelencje o przyjęcie mych kondolencji oraz zapewnień mojej głębokiej sympatii. |
| Iran                       | Szach Reza Pahlawi nadesłał kondolencje na ręce Prezydenta RP Ignacego Mościckiego. |
| Japonia                    | Cesarz Hirohito nadesłał kondolencje na ręce Prezydenta RP Ignacego Mościckiego. |
| Litwa                      | Prasa litewska podała obszerne informacje o śmierci J.Piłsudskiego utrzymane w tonie poważnym. |
| Łotwa                      | prezydent Alberts Kviesis nadesłał kondolencje na ręce Prezydenta RP Ignacego Mościckiego: „Głęboko wzruszony śmiercią Marszałka Piłsudskiego, proszę Waszą Ekscelencję o przyjęcie zapewnień uczucia bolesnego współczucia, w którym Łotwa łączy się jednomyślnie w bezmiernej żałobie, jaką opatrzność dotknęła Polskę, powołując do siebie bohatera narodowego, którego imię pozostanie na zawsze niezatarte w historii Polski Wskrzeszonej i w piersiach jej obywateli”. |
| III Rzesza – Niemcy        | W Niemczech wiadomość o śmierci Marszałka Piłsudskiego, która dotarła do Berlina jeszcze przed północą 12 maja 1935, wywarła wielkie wrażenie. Do polskiej ambasady zaczęły napływać kondolencje od władz niemieckich. Informacje na pierwszych stronach podały gazety (m.in. Völkischer Beobachter w którym napisano m.in.: „Nowe Niemcy Pochylą swe flagi i sztandary przed trumną tego wielkiego męża stanu, który pierwszy miał odwagę otwartego i pełnego zaufania porozumienia z narodowo-socjalistyczną Rzeszą”). Niemieckie Biuro informacyjne podało, iż wiadomość ta do głębi poruszyła niemieckie społeczeństwo, które czuje się szczególnie bliskie polskiemu społeczeństwu, zwłaszcza że samo straciło w 1934 swojego przywódcę – marszałka Hindenburga, Prezydenta Rzeszy. Po śmierci Marszałka Piłsudskiego Kanclerz Adolf Hitler wydał rozporządzenie żałobne i wysłał telegram z kondolencjami do prezydenta i rządu RP. Pisał w nim: „Głęboko poruszony wiadomością o zgonie Marszałka Piłsudskiego wyrażam Waszej Ekscelencji i rządowi polskiemu najszczersze wyrazy współczucia moje i rządu Rzeszy. Polska traci w powołanym do wieczności Marszałku twórcę swego nowego państwa i swego najwierniejszego Syna. Wraz z narodem polskim również naród niemiecki obchodzi żałobę z powodu śmierci tego wielkiego Patrioty, który przez swą pełną zrozumienia współpracę z Niemcami oddał nie tylko wielką usługę naszym krajom, ale przyczynił się ponadto w sposób jak najbardziej wartościowy do uspokojenia Europy”. Do żony Piłsudskiego, Aleksandry Piłsudskiej, Hitler napisał: „Smutna wiadomość o zgonie Pani małżonka, jego ekscelencji Marszałka Piłsudskiego, dotknęła mnie bardzo boleśnie. Wielce szanowna, czcigodna Pani oraz Jej Rodzina zechce przyjąć wyrazy mojego głębokiego współczucia. Postać Zmarłego zachowam w swojej wdzięcznej pamięci”. Hitler uczestniczył również we mszy świętej na cześć Marszałka, jaką odprawiono 18 maja 1935 r. w katedrze św. Jadwigi w Berlinie przy symbolicznej trumnie Józefa Piłsudskiego. W uroczystości wzięli udział przedstawiciele III Rzeszy m.in. Joseph Goebbels, Konstantin von Neurath oraz wysocy przedstawiciele NSDAP i Wehrmachtu, a także nuncjusz apostolski w Niemczech Cesare Orsenigo. Po nabożeństwie dwie kompanie Wehrmachtu oddały honory wojskowe. Po zdobyciu przez wojska niemieckie Krakowa 6 września 1939 r., na rozkaz Hitlera niemiecki dowódca gen. Werner Kienitz udał się na Wawel i złożył wieniec u grobu marszałka Piłsudskiego w krypcie pod wieżą Srebrnych Dzwonów; zaś przed kryptą została wystawiona niemiecka warta honorowa. |
| Meksyk                     | Prezydent Lázaro Cárdenas nadesłał kondolencje na ręce Prezydenta RP Ignacego Mościckiego. |
| Portugalia                 | Prezydent António Óscar de Fragoso Carmona nadesłał kondolencje na ręce Prezydenta RP Ignacego Mościckiego. |
| Rumunia                    | Król Karol II nadesłał kondolencje na ręce Prezydenta RP Ignacego Mościckiego. |
| Szwajcaria                 | Prezydent Konfederacji Szwajcarskiej Rudolf Minger nadesłał kondolencje na ręce Prezydenta RP:: Rada Związkowa, jako wyrazicielka uczuć narodu szwajcarskiego przyłącza się całym sercem do żałoby narodu polskiego. Wielka indywidualność Marsz. Piłsudskiego, który był już legendarnym bohaterem, pozostanie związana z najwyższym wspomnieniem wskrzeszenia pełnego chwały państwa. |
| Turcja                     | Prezydent Kemal Atatürk nadesłał kondolencje na ręce Prezydenta RP Ignacego Mościckiego. |
| Stany Zjednoczone          | Prezydent Franklin Delano Roosevelt, nadesłał kondolencje na ręce Prezydenta RP Ignacego Mościckiego, zaś sekretarz stanu Cordell Hull – ministrowi spraw zagranicznych RP Józefowi Beckowi. |
| Watykan/Stolica Apostolska | Papież Pius XI nadesłał kondolencje na ręce Prezydenta RP Ignacego Mościckiego: „Bierzemy żywy udział w żałobie Pana Prezydenta i w żałobie Polski (...) Modlimy się o wieczny spoczynek dla duszy nieodżałowanego Marszałka, oraz o pokój i pomyślność dla Polski, którą błogosławimy w Pana Prezydenta czcigodnej osobie”. |
| Węgry                      | Regent Miklos Horthy nadesłał kondolencje na ręce Prezydenta RP Ignacego Mościckiego: Z uczuciem najgłębszego bólu dowiedziałem się o smutnej wieści donoszącej o zgonie Marsz. Piłsudskiego. Usługi jakie ten wielki patriota oddał nie tylko swej Ojczyźnie, ale i całemu światu, słusznie wzbudzają powszechny żal, jaki naród węgierski dzieli z całego serca szczerze zasmucony i widzi jak schodzi ze świata żyjący przykład ludzkiej wielkości, jeden z najwierniejszych przyjaciół Węgier. Proszę Waszą Ekscelencję o przyjęcie w tej smutnej chwili wyrazów najgłębszej mojej sympatii, jak również całego narodu węgierskiego. |
| Wielka Brytania            | Król Jerzy V nadesłał kondolencje na ręce Prezydenta RP Ignacego Mościckiego. |
| Włochy                     | Król Wiktor Emanuel nadesłał kondolencje na ręce Prezydenta RP. Kondolencje na ręce premiera Walerego Sławka nadesłał również premier Benito Mussolini: Pragnę wyrazić serdeczne współczucie rządu faszystowskiego i narodu włoskiego z powodu zgonu Marszałka Piłsudskiego. Pozostanie on w historii ojczyzny Pana Premiera jako wysoki przykład cnoty wojskowej i obywatelskiej. Jego pamięć będzie czczona przez wszystkich tych, którzy Go znali, śledzili Jego czyny i podziwiali go w wytrwałej i bohaterskiej walce o wskrzeszenie i wielkość Polski. |
| Zakon Maltański            | Wielki Mistrz Ludovico Chigi Albani della Rovere nadesłał kondolencje na ręce Prezydenta RP Ignacego Mościckiego. |
| Związek Radziecki          | Karol Radek na łamach dziennika „Izwiestija” opublikował artykuł, w którym napisał m.in.: „Z marszałkiem Piłsudskim schodzi do grobu postać organizatora niepodległości Państwa Polskiego, który rozumiał, że polski ruch niepodległościowy musi zbrojnie wystąpić przeciwko Rosji (…). Pakt o nieagresji nie jest dla ZSRR wyłącznie dokumentem dyplomatycznym, lecz wyrazem głębokiego pragnienia by żyć z Polską w pokoju. Naszą sprawą nad mogiłą człowieka, którego jedyną namiętnością była myśl o niepodległości i wielkości Polski, tak jak On rozumiał, jest wyciągnięcie ręki do narodu polskiego i powiedzenie mu: Nic nie grozi Polsce ze strony ZSRR. Przyjaźń Polski i ZSRR może stać się kamieniem węgielnym pokoju w Europie”. |

## Uroczystości w Warszawie

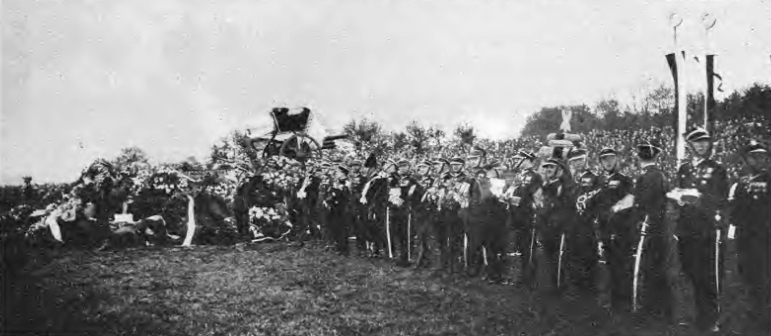
Odznaczenia Piłsudskiego prezentowane przez żołnierzy podczas pogrzebu marszałka

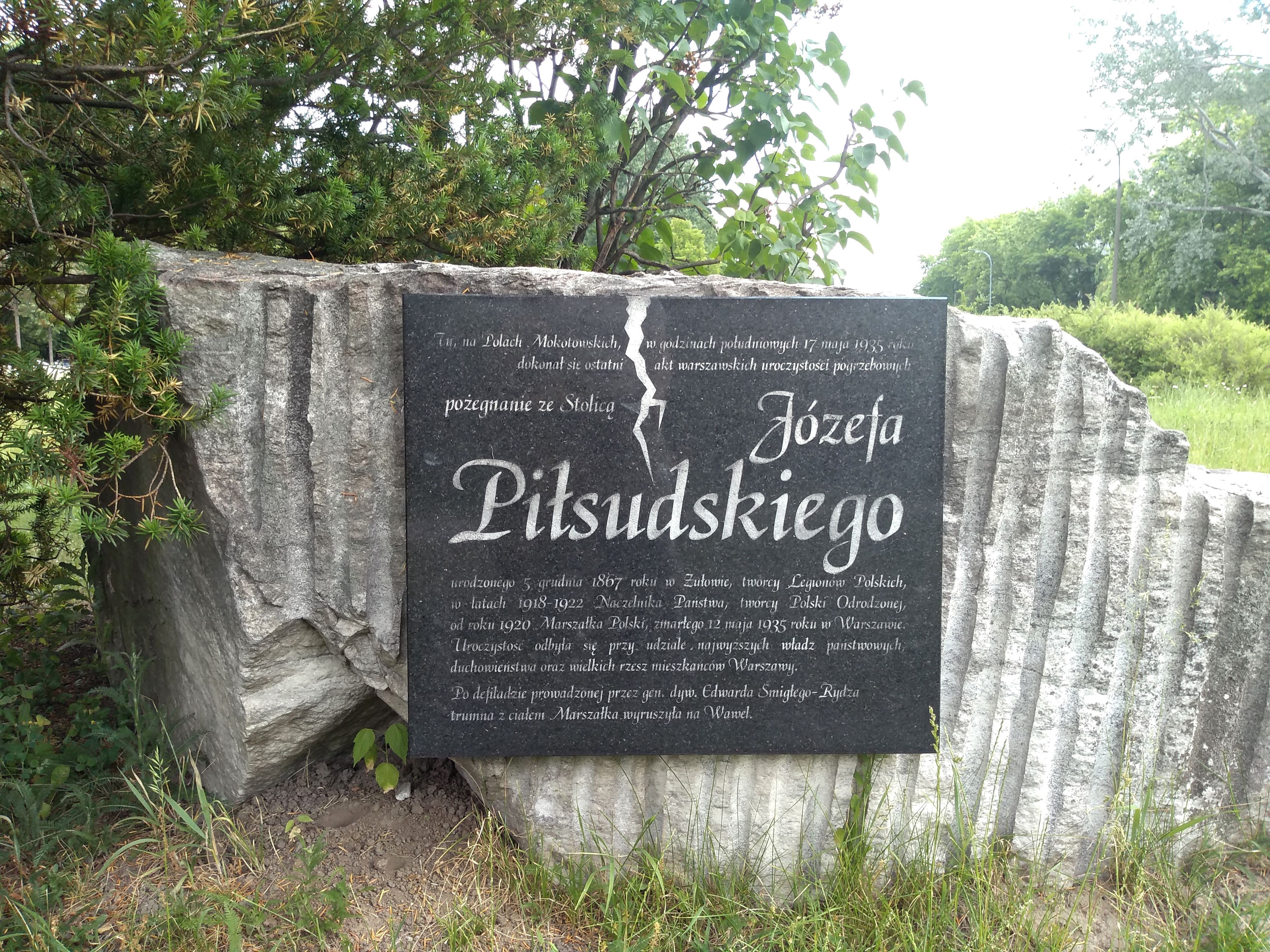
Tablica pamiątkowa na Polu Mokotowskim w Warszawie w miejscu, z którego trumna z ciałem Marszałka wyruszyła na Wawel

Tuż po śmierci Piłsudskiego salon pałacu belwederskiego, w którym nastąpił zgon, zamieniono na kaplicę żałobną, gdzie na katafalku spoczywało ciało marszałka. Dekoracje sali zaprojektował Wojciech Jastrzębowski, a wykonali je studenci Akademii Sztuk Pięknych w Warszawie. Przy ciele zaciągnięto także wartę honorową, którą pełnili czterej oficerowie, dwóch podoficerów i dwóch szeregowych, zmieniający się co pół godziny. Pierwszy wartę pełnił gen. Jan Kołłątaj-Srzednicki. Do pałacu belwederskiego przybyły też delegacje wojskowe wszystkich formacji – jako pierwszy hołd zmarłemu oddał w ten sposób 1 pułk szwoleżerów im. Marszałka Piłsudskiego.
Trumna z ciałem Piłsudskiego wystawiona była w Belwederze 13 i 14 maja. Katafalk przybrany był w purpurowe sukno z godłem Rzeczypospolitej na przodzie. Zwłoki marszałka ubrane były w mundur, przepasany Wielką Wstęgą orderu Virtuti Militari. Nad głową zmarłego umieszczono trzy sztandary wojska polskiego, przybrane kirem – z 1831, z 1863 oraz sztandar legionowy. W dłonie Piłsudskiego wetknięto wizerunek Matki Boskiej Ostrobramskiej. Obok niej stała kryształowa urna z sercem marszałka, przy niej położono czapkę maciejówkę, buławę marszałkowską oraz szablę marszałka. U stóp zmarłego umieszczono wiązankę białych kwiatów, które były podarunkiem od jego córek – Wandy i Jadwigi, które wraz z matką – Aleksandrą siedziały w głębi sali, przyjmując kondolencje.
15 maja trumnę przewieziono na lawecie zaprzężonej w sześć koni do katedry św. Jana. Ustawiono ją w nawie głównej świątyni. Tam Piłsudskiego żegnały tłumy. Trumna marszałka została wykonana ze srebra, według projektu prof. Wojciecha Jastrzębowskiego, przez studentów warszawskiej ASP. 16 maja miała miejsce msza pontyfikalna celebrowana przez biskupa polowego Józefa Gawlinę.
17 maja w katedrze św. Jana została odprawiona msza żałobna celebrowana przez kardynała Aleksandra Kakowskiego.
Nieco później kondukt z trumną przemaszerował na Pole Mokotowskie, gdzie odbyła się defilada wojskowa na cześć zmarłego (prowadził ją gen. Gustaw Orlicz-Dreszer). Potem kilku generałów przeniosło trumnę na platformę kolejową stojącą na specjalnie w tym celu zbudowanym torze. Następnie kilkudziesięciu polskich generałów przeciągnęło platformę sznurami do stojącej w pobliżu lokomotywy. Skład wyruszył w podróż do Krakowa, która trwała całą noc, ponieważ pociąg jechał powoli, a trumna oświetlona była reflektorami. Na stacjach na skład oczekiwały dziesiątki tysięcy ludzi.

## Uroczystości w Krakowie

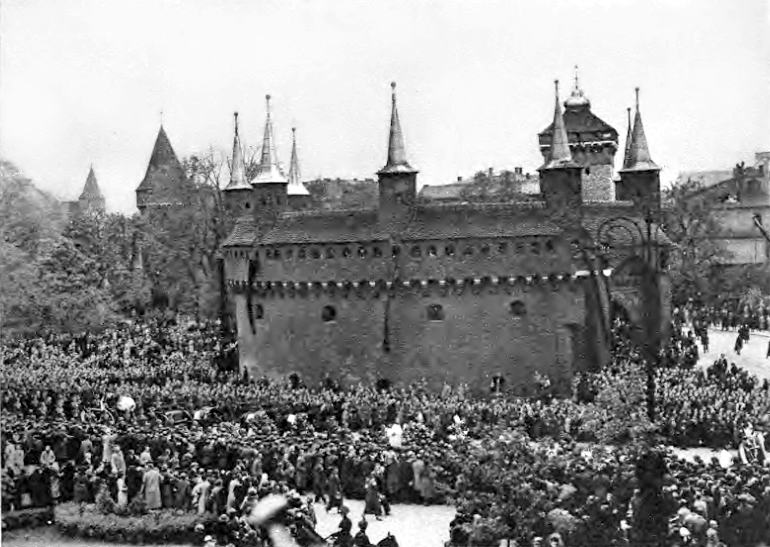
Kondukt pogrzebowy mijający krakowski Barbakan

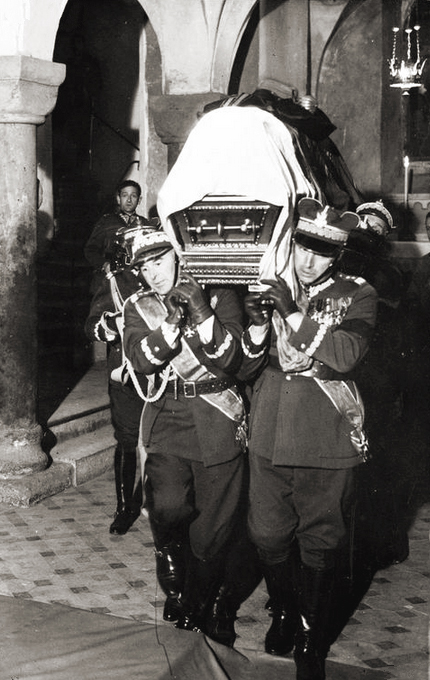
Generałowie znoszą trumnę do krypty św. Leonarda. Z przodu Edward Śmigły-Rydz i Kazimierz Sosnkowski

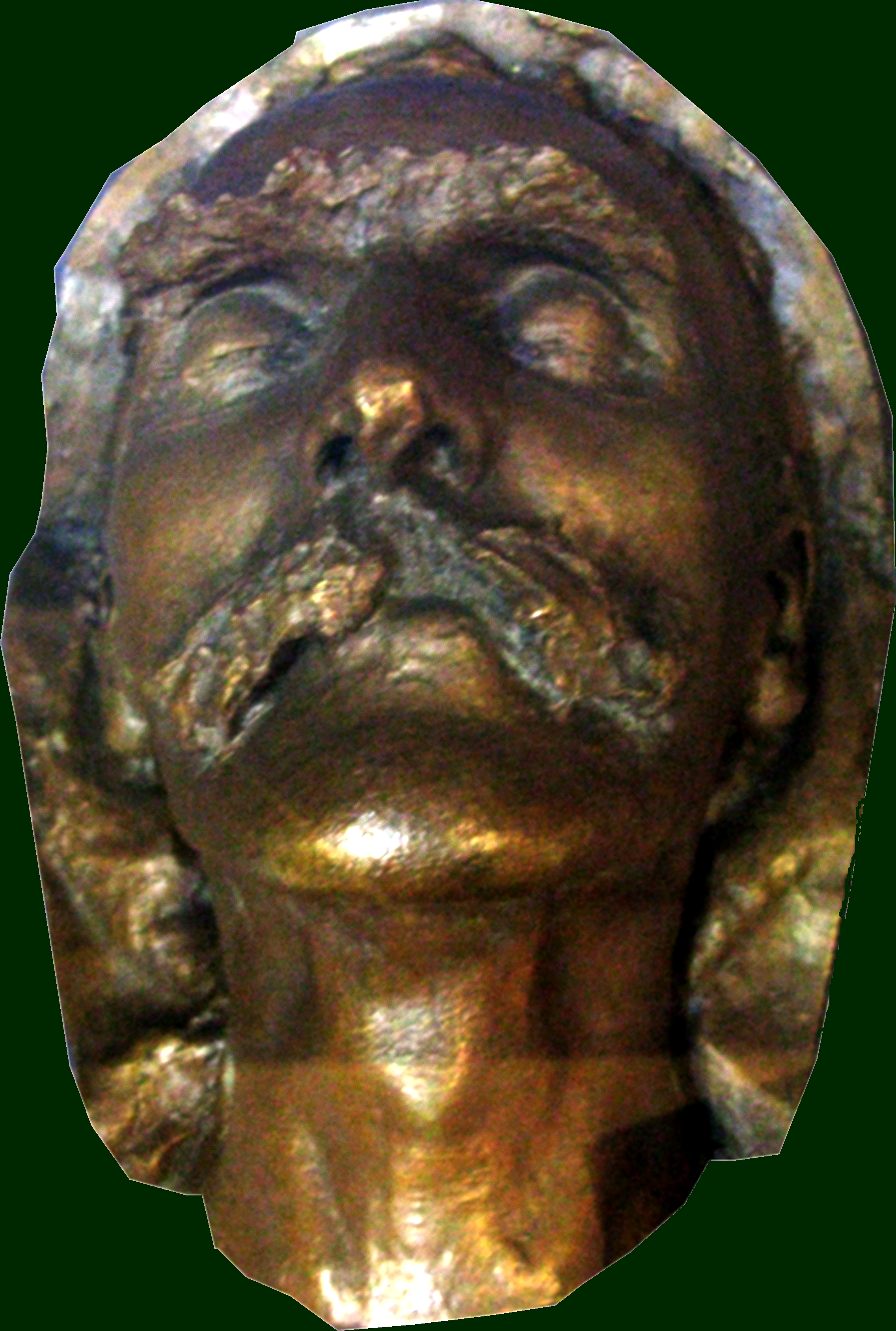
Maska pośmiertna Piłsudskiego

17 maja o godzinie 23.43 do Krakowa przyjechał pociąg z przedstawicielami rządu udającymi się na pogrzeb. Skład liczył 5 wagonów I, II i III klasy oraz 4 wagony sypialne. Pociąg zjechał na boczny tor, na którym, wraz z pasażerami, pozostał przez całą noc.
18 maja do Krakowa od godziny 5 rano zaczęły przyjeżdżać inne pociągi z osobami spieszącymi na uroczystości pogrzebowe, w tym pociąg pancerny „Pierwszy Marszałek”, którym przyjechali oficerowie i żołnierze w pełnym uzbrojeniu. Inne składy przywiozły korpus dyplomatyczny i delegatów obcych państw. O 7 rano na dworzec zajechał pociąg z prezydentem RP Ignacym Mościckim, którego na dworcu powitał premier Walery Sławek. Przyjechała także delegacja Polaków z Litwy, którzy przywieźli ziemię z grobu matki Piłsudskiego. Ogromne obciążenie krakowskiego dworca doprowadziło do opóźnienia rozpoczęcia uroczystości pogrzebowych, które według pierwotnego planu miały zacząć się 18 maja o 8 rano.
O godzinie 8:30 dotarł pociąg żałobny z trumną Piłsudskiego. Składał się on z dwóch wagonów pullmanowskich, trzech wagonów sypialnych, dwóch zwykłych wagonów osobowych, platformy żałobnej oraz trzech salonek (dla żony Piłsudskiego, najbliższej jego rodziny i grupy dostojników, którzy nie dojechali do Krakowa wcześniej). Na wagonie-lawecie z trumną, stali dwaj szwoleżerowie, pełniący przy niej wartę, jak również sześciu generałów z wyciągniętymi szablami. Wśród nich znajdował się Bolesław Wieniawa-Długoszowski, przez wiele lat adiutant Piłsudskiego. Trumna przykryta była purpurowym suknem z godłem państwowym; na niej położono poduszkę z szablą i maciejówką. Wagon z lawetą mierzył 18 metrów długości, wyposażony był nawet w armatę. Na platformie trumnę otaczały wieńce żałobne od przedstawicieli państw obcych.
Na peronie pociąg witały m.in. delegacje senatów wyższych uczelni, przedstawiciele duchowieństwa, członkowie Akademii Umiejętności, oficerowie, posłowie, senatorowie, wyżsi urzędnicy państwowi, przedstawiciele rad miejskich, batalion piechoty i dziennikarze. Na dworcu w tym czasie gromadzili się przedstawiciele rządów zagranicznych. W uroczystościach uczestniczyło ich ok. 80–100. Tuż przed przyjazdem pociągu z ciałem Piłsudskiego, ustawili się oni w dwa rzędy, w kolejności alfabetycznej według nazw ich państw w języku francuskim.
Jako przedstawiciel Niemiec w pogrzebie Józefa Piłsudskiego na Wawelu obecny był ówczesny przewodniczący Reichstagu i premier Prus, Hermann Göring. W pogrzebie uczestniczyły też delegacje innych państw: Rumunii – marszałek Constantin Prezan, minister obrony narodowej gen. Paul Angelescu, szef policji gen. Constantin Dimitrescu, Jugosławii – gen. bryg. Petar Araczicz, Wielkiej Brytanii – Rudolph Lambart – były szef sztabu i były adiutant króla Jerzego V.

Pociąg zajechał w ten sposób, że platforma z trumną znalazła się naprzeciw podium, na którym stał prezydent Mościcki, gen. Edward Śmigły-Rydz, gen. Kazimierz Sosnkowski i rodzina marszałka. Ośmiu generałów, z Juliuszem Rómmelem na czele, ponownie przeniosło trumnę z platformy na lawetę armatnią ciągniętą przez sześć czarnych koni. Następnie uformował się pochód, który wyruszył w kierunku Kościoła Mariackiego. Na czele konduktu szedł oddział doboszy z werblami, następnie orkiestra wojskowa, poczty sztandarowe przysłane przez wszystkie pułki Wojska Polskiego, a także rumuński 16 pułk piechoty (Piłsudski był jego honorowym dowódcą). Dalej niesiono wieńce żałobne (na czele z wieńcem od prezydenta RP oraz tym przysłanym przez rząd niemiecki) oraz odznaczenia Piłsudskiego, również zagraniczne (było ich około 130). Następnie kroczyło duchowieństwo z biskupem Józefem Gawliną i sześcioma innymi infułatami na czele. Po nich szedł okryty kirem koń Piłsudskiego prowadzony przez st. kaprala Antoniego Salaka, a także weterani powstania styczniowego i 34 byłych żołnierzy Pierwszej Kompanii Kadrowej. Następnie jechała laweta z trumną, ciągnięta przez 6 karych koni. Otaczało ją 12 adiutantów z obnażonymi szablami (wśród nich był również wieloletni przyboczny Piłsudskiego – st. wachm. Walenty Wójcik). Za nią kroczyła żona Piłsudskiego, prowadzona przez Śmigłego-Rydza, dalej obie córki i najbliższa rodzina zmarłego. Dalej szli przedstawiciele obcych państw, potem prezydent Rzeczypospolitej, rząd (a także byli premierzy rządów pomajowych – Kazimierz Bartel, Janusz Jędrzejewicz, Leon Kozłowski, Aleksander Prystor), marszałkowie obu izb parlamentu, około 80 generałów, przedstawiciele senatów wyższych uczelni i inni. Do konduktu dołączali także zwykli mieszkańcy Krakowa. Jego rozmiary ocenia się na ok. 100 tys. ludzi, ciągnął się przez kilka kilometrów. 

W zrozumieniu powagi chwili publiczność krakowska zachowała wzorowy porządek i nigdzie nie przerwała kordonu, stojąc w głębokiem, skupionem milczeniu. W momencie, kiedy w pochodzie zrobiła się przerwa, zjawiały się brygady oczyszczające jezdnię. Wzdłuż całej trasy ustawione były wysokie słupy, przybrane żałobnemi chorągwiami i krepą.

Kondukt ulicami Lubicz, Basztową, Dunajewskiego i Floriańską dotarł o godzinie 10 na Rynek Główny, gdzie wówczas rozległ się hejnał mariacki. O 10.40 trumna z ciałem Piłsudskiego znalazła się w Kościele Mariackim. Na jej przywitanie zabił dzwon Zygmunt, a prezydent Ignacy Mościcki wygłosił przemówienie, w którym stwierdził, że marszałek dał Polsce wolność, granice, moc i szacunek. Następnie trumnę wniesiono do wnętrza świątyni i ustawiono na wysokim katafalku. Mszę odprawił abp Adam Sapieha (egzekwie żałobne w obrządku greckokatolickim odprawił biskup przemyski Jozafat Kocyłowski), następnie Wiślną, Straszewskiego i Podzamczem kondukt dotarł na Wawel, gdzie generałowie złożyli trumnę w krypcie św. Leonarda. Ponownie zadzwonił wówczas dzwon Zygmunt, a działa ustawione na wawelskim wzgórzu oddały 101 strzałów armatnich. W całym kraju zapanowała trzyminutowa cisza. Ogłoszona została żałoba narodowa.

Uroczystości pogrzebowe zakończyły się 18 maja ok. godziny 14. W całym pogrzebie udział wzięło ok. 250 tys. osób. W krakowskim pochodzie uczestniczyli przedstawiciele 16 państw, niesiono w nim 60 wieńców, m.in. z Japonii, Chin, Abisynii, Meksyku i od kawalerów maltańskich. Porządek utrzymywało ok. 5 tys. żołnierzy, a cała uroczystość transmitowana była przez Polskie Radio. Stanisław Mackiewicz pisał o atmosferze podczas pogrzebu marszałka: 

Piłsudski miał fanatycznych wielbicieli, którzy go kochali więcej niż własnych rodziców niż własne dzieci, ale było wielu ludzi, którzy go nienawidzili, miał całe warstwy ludności, całe dzielnice Polski przeciwko sobie, potężną nieufność do siebie. I oto nie znać było tego w dniu pogrzebu.

## Pogrzeb serca marszałka

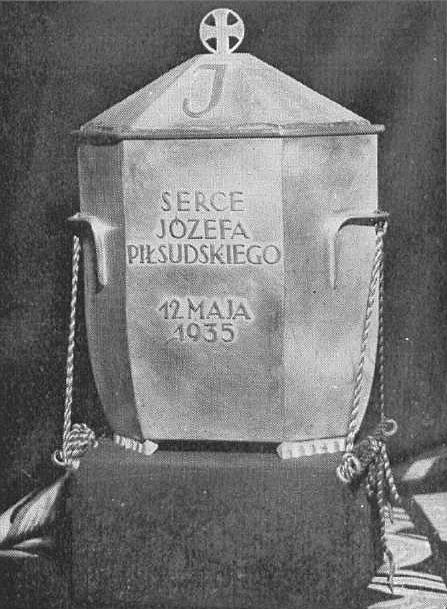
Urna z sercem Marszałka

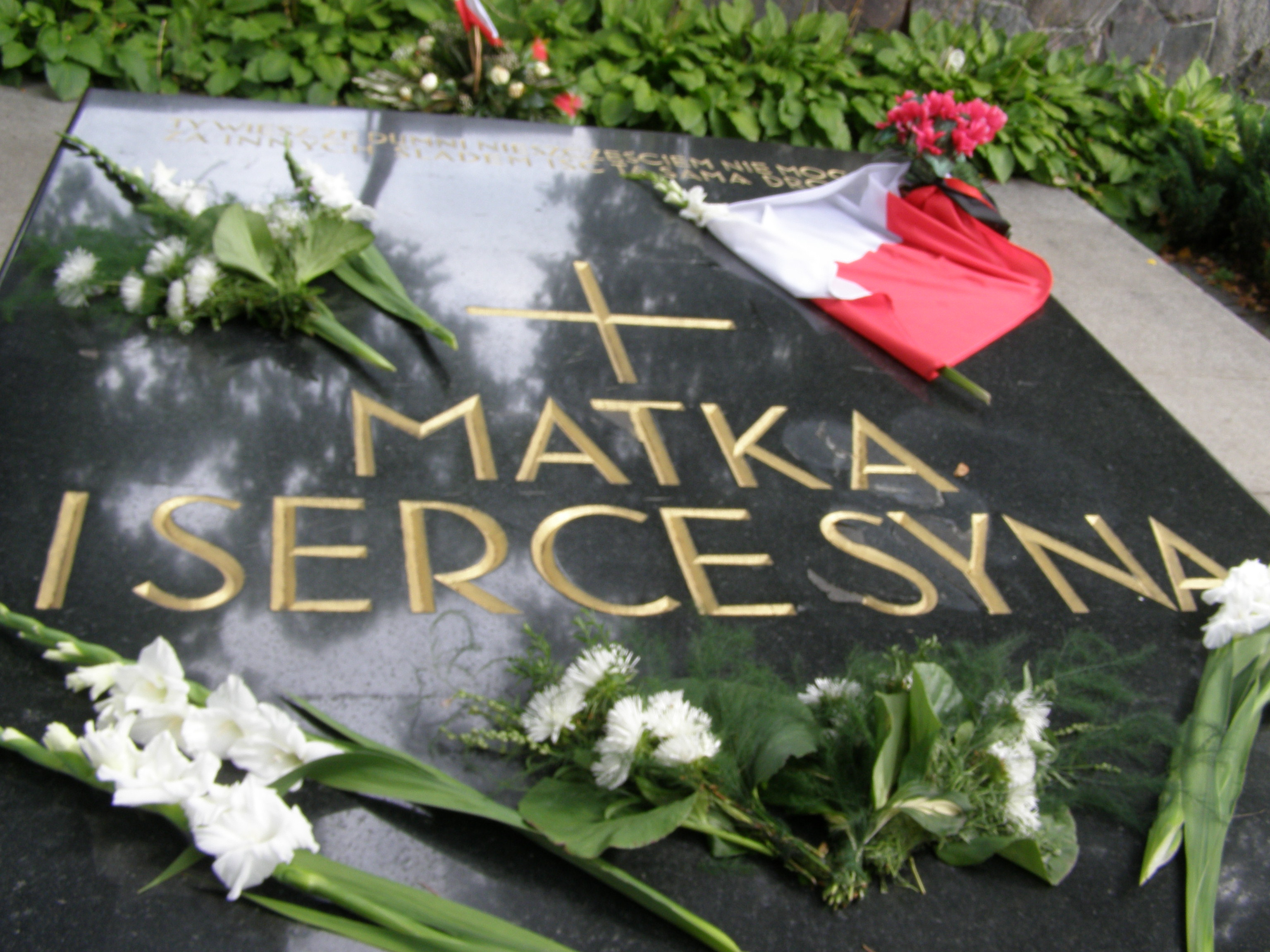
Mauzoleum Matka i Serce Syna

Uroczystości związane z pogrzebem serca Piłsudskiego odbyły się oddzielnie od głównych uroczystości pogrzebowych. Stało się tak, ponieważ chciano umożliwić chętnym wzięcie udziału w pogrzebie serca w Wilnie. Opóźniało się także sprowadzenie z Litwy prochów matki marszałka Marii Piłsudskiej. Jej grób znajdował się w Sugintach. Prochy Marii Piłsudskiej sprowadzono do Wilna trzy tygodnie po śmierci marszałka.
Pierwotnie urna z sercem Marszałka została zamurowana w ścianie kościoła św. Teresy w Wilnie. W pierwszą rocznicę śmierci serce Piłsudskiego zostało złożone w grobie jego matki na cmentarzu na Rossie w Wilnie. W mauzoleum Matka i Serce Syna w Wilnie na czarnej granitowej płycie nagrobnej zgodnie z wolą zmarłego wykuto cytaty z Wacława (u góry) i Beniowskiego (u dołu) Juliusza Słowackiego:

u góry:
Ty wiesz, że dumni nieszczęściem nie mogą
Za innych śladem iść tą samą drogą.
u dołu:
Kto mogąc wybrać, wybrał zamiast domu
Gniazdo na skałach orła, niechaj umie
Spać, gdy źrenice czerwone od gromu
I słychać jęk szatanów w sosen szumie.
Tak żyłem.
między nimi:
Matka i Serce Syna.

## Konflikt wawelski
23 czerwca 1937 metropolita krakowski Adam Sapieha polecił przeniesienie trumny ze zwłokami Piłsudskiego do krypty pod Wieżą Srebrnych Dzwonów. Decyzja ta wywołała ostry konflikt pomiędzy metropolitą a rządem, nazywany konfliktem wawelskim. Rząd podał się nawet demonstracyjnie do dymisji, ostatecznie jednak konflikt załagodzono, choć Sapieha decyzji nie zmienił.